# 邪馬台幻想記
『邪馬台幻想記』（やまとげんそうき）は、矢吹健太朗の漫画作品。1998年の『赤マルジャンプSpring』と『週刊少年ジャンプ』同年37･38号に掲載された同名の2本の読切を元に、『週刊少年ジャンプ』において1999年12号から29号まで連載された。単行本はジャンプ・コミックスより全2巻。矢吹の初となる連載作品であり、弥生時代の日本を舞台としたファンタジー漫画である。赤マルジャンプSpring掲載の読み切り版は連載版の後日談となっている。

## あらすじ
舞台は紀元3世紀の倭国。戦乱の時代を迎え、倭国がいくつもの国に分かれる中、邪馬台国の女王・壱与は、前女王・ヒミコの遺志を継ぎ、倭国統一を目指していた。一方、祖国を戦乱で失った少年・紫苑は、陰陽連の命令で国王を暗殺して国を滅ぼす「国崩し」を行っていた。

## 世界観

### 地理
邪馬台国（やまたいこく）
代々巫女の力をもった女王によって統治される巨大な連合国家。近隣諸国30か国を束ねており、「邪馬台国連合」とも呼ばれる。
高天の都（たかまのみやこ）
倭国のどこかにあると伝えられる伝説の聖地であり、倭国の中心地でもある。どこにあるのかは不明だが、ここを制することはすなわち倭国の王という証のため、邪馬台国を始め、諸国が競って追い求めている。古の方術士により封印されているため、「封じられた神都」とも言われる。制した者の願いを実現させるという「神威力」が眠っている。
常世の森（とこよのもり）
別名「帰らずの森」と呼ばれている。巨大な樹々に覆われた広大な森であり、森の奥深くに高天の民の末裔が暮していると言い伝えられている。
月代国（つくよこく）
紫苑の祖国。月代王家は由緒正しき方術士の一族である。紫苑が8歳の時に陰陽連によって滅ぼされた。

### 用語
方術（ほうじゅつ）
古来より伝わる幻の戦術であり、「氣」を操ることで小石を飛ばす・幻をつくる・式神を使役するなど、様々な技がある。重力さえ意のままに操ることが出来るが、方術を使いこなすためには精神力の強さが要求される。起源は高天の都にあると言われている。
心具（しんぐ）
氣を物質化した精神の武器である。形状は個人の精神の形によって違う。氣で作られた精神体であるため、心具が破壊されると精神も破壊され、死に至る。
陰陽連（おんみょうれん）
倭国内を暗躍する巨大組織。高天の都に眠る「神威力」を手に入れるため、多数の方術士を派遣して国崩しを行っている。
心武衆（しんぶしゅう）
心具の力を操る陰陽連の上級方術士部隊。部隊長はシュラ。高天の都に関する情報を入手した国を滅ぼすことを目的としている。
神威力（かむいのちから）
高天の都に眠っており、願いを実現させると言われている力。

## 登場人物

### 邪馬台国
紫苑（しおん）
主人公。陰陽連で「国崩し」に加わり、国王の暗殺を行っていた13歳の少年。237年9月24日生まれ。身長154cm。血液型O型。組織から邪馬台国の女王・壱与の暗殺を命じられたが、その陰陽連に父親を殺された事実を知らされた事と、壱与の「倭国統一」という強い志に触れ、組織を裏切り彼女の護衛役となり、陰陽連の刺客に立ち向かう。
元は月代国の王子で、方術の優秀な使い手であり、月代王家に代々伝わる大剣「月読の剣（つくよみのけん）」と呼ばれる心具を使う。クールで大人びている反面、年齢相応の子供っぽい面もある他、泳げない・馬に乗れないなどの一面もある。
壱与（いよ）
ヒロイン。先代の女王ヒミコの後を継ぎ、邪馬台国を治めることになった15歳の少女。235年6月22日生まれ。身長159cm。血液型AB型。戦乱の世を終わらせるために倭国を統一することを願い、高天の都に行くことを目指している。元々は邪馬台国の生まれではなく、幼少の頃に先代の女王・ヒミコに連れられ邪馬台国にやってきた。それ以前の素性は明らかになっていない。ただ、過去に何かあったらしく、ハルによると「高天の都を目指す資格」があるらしい。
明るくあっけらかんとした性格で気も強く活動的。神殿で祈祷や神事を行っていたヒミコと違い、積極的に表に出て国民と交流することを好み、国民からの人気も高い。また、身軽で武術にも秀でており、紫苑の採用試験で最後の対戦相手として、紫苑に「出来る」と認めさせ、それまでの相手に使わなかった方術を使わせた程。普段着の腰布の中には、5つ折りにした槍を隠し持っている。「邪馬台槍術（やまとそうじゅつ）」という槍技の使い手でもあり、本人曰く「槍の腕ならヤマジ(後述)にも負けたことがない」との事。
レンザ
壱与の護衛のために伊都国から派遣されてきた。体術を得意とする。快活な性格で壱与に好意を寄せているが、それほど報われていない。植物に触れることで植物の声を聞いたり、植物が持つ予知の力を使うことが出来る。
ヒミコ
邪馬台国の先代女王で、神の声を聞き、国を治めた巫女である。壱与とは違い、ほとんど人々の前に姿を表さず、常に宮殿の奥にいた。
ナシメ
壱与の世話役。女王らしくない壱与の言動や行動に手を焼いており、また常に彼女の身を案じている。
魏志倭人伝にもその名が記されており、そちらによれば、ナシメは卑弥呼により魏の国へと遣わされた太夫とのこと。
ヤマジ
邪馬台国の兵士を統率している総隊長。元は山賊の頭であり、邪馬台国の人間ではない。昔、部下に裏切られ重傷を負っていた際に壱与に助けられたことがあり、その恩を返すために兵士として働いている。巨大な斧を軽々と扱い、シュラの攻撃を受け止めた事もある。紫苑の事は最初は陰陽連出身と言う事もあり、疑念の目で見ていたが、直接刃を交えた後に和解し、壱与の護衛としてその力を認めている（相変わらず生意気なガキとは思っている）。
霞那
赤マルジャンプの読み切り版の登場人物。壱与の後継者。

### 陰陽連
シュラ
陰陽連の上級部隊「心部衆」の部隊長で、紫苑と紅真を拾い、方術と暗殺術を教えた男。性格は冷酷無慈悲で、紫苑の祖国・月代国を襲撃し紫苑の父親・蒼志を殺害した。「震蛇刀（しんじゃとう）」という、先端に刃物が備えられた鞭のような形状の心具を操る。
紅真（こうま）
陰陽連の心部衆の一人で、紫苑を激しくライバル視している少年。紫苑と共にシュラから方術を教えられ、共に育った紫苑にとって兄弟のような存在と言われている。「紅真」という名はシュラによって名付けられた名であり、「紫苑」と対をなしている。「紅星の剣（こうせいのけん）」という心具を操る。

### 常世の森
ハル
常世の森に住む高天の都の末裔と言われる老女。人嫌いだがミルには心を開いている。不気味な笑い方をする。
ミル
ハルが飼っている山犬の仔。人間に親を殺されたため、ハル以外には懐いていなかったが、壱与には好意的な態度を寄せる。

### 月代国
蒼志（そうし）
月代国の国王で、紫苑の父親。左目の下から鼻にかけて十字傷がある。陰陽連の襲撃でシュラに殺害されたと思われる。
かなり豪快な性格で、壱与とは別の意味で王らしくない。
緋蓮（ひれん）
紫苑の母親。名前のみで姿の登場はないが、外見は紫苑に似ているとのこと。生死についての描写は無い。

## 書誌情報

### 単行本
1. 1999年7月、ISBN 4-0887-2737-1
2. 1999年9月、ISBN 4-0887-2763-0

### 文庫版
1. 2008年6月18日、ISBN 978-4-0861-8749-7